# Ашри (Эна)
Ашри́ (фр. Achery) — коммуна во Франции, находится в регионе Пикардия. Департамент коммуны — Эна. Входит в состав кантона Тернье. Округ коммуны — Лан.
Код INSEE коммуны — 02002.

## Население
Население коммуны на 2010 год составляло 587 человек.
| 1962 | 1968 | 1975 | 1982 | 1990 | 1999 | 2010 |
| ---- | ---- | ---- | ---- | ---- | ---- | ---- |
| 508  | 524  | 508  | 578  | 564  | 542  | 587  |

## Экономика
В 2010 году среди 349 человек трудоспособного возраста (15—64 лет) 247 были экономически активными, 102 — неактивными (показатель активности — 70,8 %, в 1999 году было 66,4 %). 247 активных жителей работали 218 человек (124 мужчины и 94 женщины), безработных было 29 (12 мужчин и 17 женщин). Среди 102 неактивных 27 человек были учениками или студентами, 42 — пенсионерами, 33 были неактивными по другим причинам.